# Fedoriwka (rejon wołnowaski)
Fedoriwka (ukr. Федорівка) – wieś na Ukrainie, w obwodzie donieckim, w rejonie wołnowaskim, w hromadzie Komar. W 2001 liczyła 314 mieszkańców.